# Alessandra - Un grande amore e niente più
Alessandra - Un grande amore e niente più è un film del 2020 diretto da Pasquale Falcone.

## Trama
Roberto e Francesca si amano moltissimo e lei rimane incinta a soli 15 anni. Roberto non si sente pronto ad essere padre ma Francesca decide di volere portare avanti la gravidanza. Dopo anni Roberto torna nelle loro vite.

## Distribuzione
Il film è stato distribuito nelle sale cinematografiche italiane a partire dal 15 ottobre 2020.